# Chaenopsidae
Chaenopsidae är en familj av fiskar. Chaenopsidae ingår i ordningen abborrartade fiskar (Perciformes). Enligt Catalogue of Life omfattar familjen Chaenopsidae 97 arter.
Arterna förekommer i tropiska och subtropiska havsområden i Nord-, Central- och Sydamerika. Familjens medlemmar är allmänt små fiskar med en maximallängd av 16 cm. Vissa arter lever i Västindien i symbios med koralldjur liksom clownfiskar. Honan lägger sina ägg i korallens rör för att skydda de för predatorer. Det vetenskapliga namnet är bildat av de grekiska orden chaino (med öppen mun) och ops (liknande).
Släkten enligt Catalogue of Life:
- Acanthemblemaria
- Chaenopsis
- Cirriemblemaria
- Coralliozetus
- Ekemblemaria
- Emblemaria
- Emblemariopsis
- Hemiemblemaria
- Lucayablennius
- Mccoskerichthys
- Neoclinus
- Protemblemaria
- Stathmonotus
- Tanyemblemaria